# شینه شریف‌آباد
شینه شریف‌آباد ، روستایی از توابع بخش مرکزی شهرستان سنندج در استان کردستان ایران است.

## جمعیت
این روستا در دهستان نران قرار دارد و براساس سرشماری مرکز آمار ایران در سال ۱۳۸۵، جمعیت آن ۵۸ نفر (۱۱خانوار) بوده‌است.